# HD 125628
Désignations
HD 125628, également désignée HR 5371, est une étoile binaire de la constellation australe du Centaure. Elle est visible à l'œil nu avec une magnitude apparente combinée de 4.92. D'après la mesure de sa parallaxe annuelle par le satellite Hipparcos, le système est distant d'environ 120 pc (∼391 al) de la Terre. Sa magnitude absolue est de −0,55 et il s'éloigne du Système solaire à une vitesse radiale de +14 km/s.
La composante primaire du système, désignée HD 125628 A, est une étoile géante jaune de type spectral G9III et d'une magnitude visuelle de 5,09. Son compagnon, HD 125628 B, est une étoile de magnitude 6,94 qui, en date de 2016, était localisée à une distance angulaire de 9,10 secondes d'arc et selon un angle de position de 157°. C'est une étoile jaune-blanc de la séquence principale de type spectral F5V.